# Thomas Amos Rogers Nelson

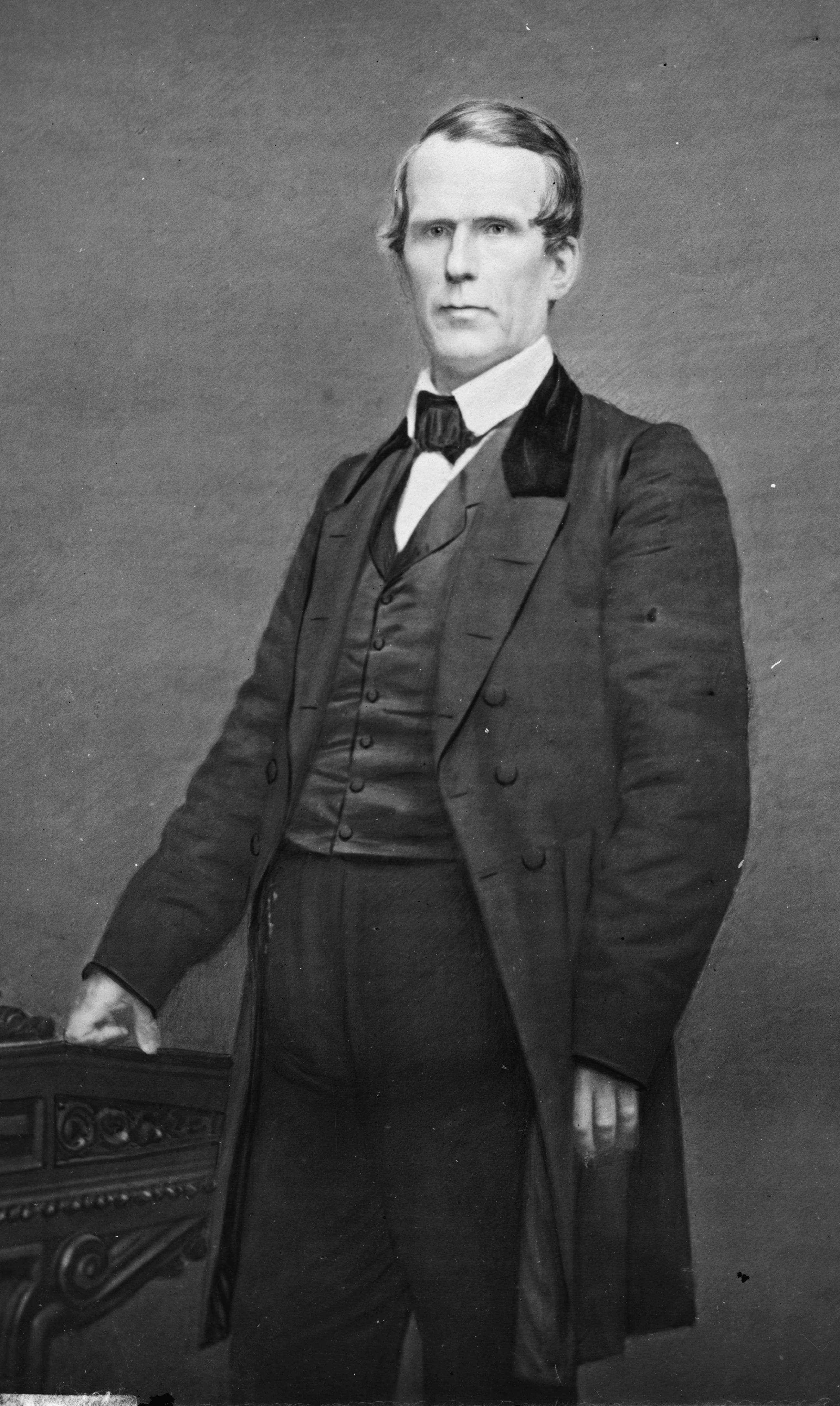
Thomas Amos Rogers Nelson

Thomas Amos Rogers Nelson (* 19. März 1812 in Kingston, Roane County, Tennessee; † 24. August 1873 in Knoxville, Tennessee) war ein US-amerikanischer Politiker. Zwischen 1859 und 1861 vertrat er den Bundesstaat Tennessee im US-Repräsentantenhaus.

## Werdegang
Nach der Grundschule besuchte Thomas Nelson bis 1828 das East Tennessee College, die heutige University of Tennessee. Nach einem anschließenden Jurastudium und seiner im Jahr 1832 erfolgten Zulassung als Rechtsanwalt begann er im Washington County in seinem neuen Beruf zu arbeiten. Zweimal wurde er zum Staatsanwalt im ersten Gerichtsbezirk von Tennessee gewählt. In den 1830er Jahren wurde er Mitglied der Whig Party. Er unterstützte deren Kandidaten für politische Ämter auf allen Staatsebenen. 1851 wurde er zum amerikanischen Gesandten im Kaiserreich China berufen. Diese Ernennung lehnte er aber aus finanziellen Gründen ab.
Nach der Auflösung seiner Partei Mitte der 1850er Jahre schloss sich Nelson der kurzlebigen Opposition Party an. Bei den Kongresswahlen des Jahres 1858 wurde er als deren Kandidat im ersten Wahlbezirk von Tennessee in das US-Repräsentantenhaus in Washington, D.C. gewählt, wo er am 4. März 1859 die Nachfolge von Albert Galiton Watkins antrat. Dort trat er während der Debatten um einen möglichen Austritt der Südstaaten – einschließlich seines Heimatstaates Tennessee – vehement gegen die Sezession ein. Nelson war ein entschiedener Anhänger der Union. Nach einer Wiederwahl als Unionist im Jahr 1860 hätte er bis zum 3. März 1863 eine weitere Legislaturperiode im Kongress verbringen können. Auf seinem Weg in die Bundeshauptstadt, wo er seine zweite Amtszeit im Kongress antreten wollte, wurde er von Agenten der Konföderation gefangen genommen und zunächst in Richmond (Virginia) inhaftiert. Später wurde er auf Ehrenwort entlassen und in seiner Heimat in Tennessee mehr oder weniger bis zum Eintreffen der Unionstruppen im Jahr 1863 unter Hausarrest gestellt. Danach ging er unter dem Schutz der Unionsarmee nach Knoxville. Dort setzte er sich für eine schnelle Wiederaufnahme Tennessees in die Union ein. Trotz seiner Unterstützung für die Union war er aber ein Gegner der Sklavenemanzipation von Präsident Abraham Lincoln.
Nach dem Bürgerkrieg wurde Nelson ein entschiedener Gegner der radikalen Republikaner. Im Jahr 1866 war er Delegierter zur Union Convention in Philadelphia. Danach wurde er Mitglied der Demokratischen Partei. Im Jahr 1868 war er Delegierter zur Democratic National Convention in New York. Während des von den radikalen Republikanern betriebenen Amtsenthebungsverfahrens gegen Andrew Johnson, den Nelson schon seit seiner Jugend in Tennessee kannte, gehörte er zu den Verteidigern des Präsidenten. In den Jahren 1870 und 1871 war Thomas Nelson Richter am Tennessee Supreme Court. Dieses Amt gab er auf, um seinen Sohn David zu verteidigen, der James Holt Clanton, einen Rechtsanwalt aus Alabama und vormaligen General der Armee der Konföderation, erschossen hatte. Nelson plädierte erfolgreich auf Notwehr und konnte einen Freispruch für seinen Sohn erwirken, der in den Südstaaten auf große Ablehnung und Empörung stieß. Er starb am 24. August 1873 an der Cholera.